# Донья-Хуана
Донья-Хуана (ісп. Doña Juana) — стратовулкан, розташований в колумбійському департаменті Нариньйо. Вулкан складається з двох кальдер, з виходами на північний схід та південний захід. Вершина цього андезитно-дацитного вулкану об'єднує кілька пізніших лавових куполів. Старіша північно-східна кальдера утворилася протягом середнього Голоцену та супроводжувалася значними пірокластичними потоками. Молодша кальдера містить все ще активний центральний купол. Єдиний період активності за історичні часи приходиться на 1897—1906 роки, коли ріст купола на вершині супроводжувався значними пірокластичними потоками. Це виверження привело до загибелі близько 100 мешканців навколишніх районів та зруйнувало багато поселень. Зараз залишається ризик нових вивержень, через що вулкан вважається небезпечним.